# Payback (2023)
Payback (2023) – gala wrestlingu wyprodukowana przez federację WWE dla zawodników z brandów Raw i SmackDown. Odbyła się 2 września 2023 w PPG Paints Arena w Pittsburghu w stanie Pensylwania. Emisja była przeprowadzana na żywo za pośrednictwem serwisu strumieniowego Peacock w Stanach Zjednoczonych i WWE Network na całym świecie oraz w systemie pay-per-view. Była to siódma gala w chronologii cyklu Payback. Gospodarzem gali był John Cena.
Było to również ostatnie PPV WWE, podczas którego firma nadal była własnością rodziny McMahon i była przez nią kontrolowana, zanim sprzedaż WWE firmie Endeavor została sfinalizowana 12 września 2023 roku, a WWE i Ultimate Fighting Championship połączyły się, tworząc oddziały nowego podmiotu o nazwie TKO Group Holdings.
Na gali odbyło się sześć walk. W walce wieczoru, Seth „Freakin” Rollins pokonał Shinsuke Nakamurę broniąc World Heavyweight Championship. W innych ważnych walkach, Rhea Ripley pokonała Raquel Rodriguez broniąc Women’s World Championship, LA Knight pokonał The Miza z sędzią specjalnym Johnem Ceną. Na gali powrócił także Jey Uso, który „opuścił” WWE na kilka tygodni przed galą i po powrocie został przeniesiony do brandu Raw.

## Produkcja i rywalizacje
Payback oferowało walki profesjonalnego wrestlingu z udziałem wrestlerów należących do brandów Raw i SmackDown. Wyreżyserowane rywalizacje (storyline’y) były kreowane podczas cotygodniowych gal Raw i SmackDown. Wrestlerzy są przedstawieni jako heele (negatywni, źli zawodnicy i najczęściej wrogowie publiki) i face’owie (pozytywni, dobrzy i najczęściej ulubieńcy publiki), którzy rywalizują pomiędzy sobą w seriach walk mających budować napięcie. Kulminacją rywalizacji jest walka wrestlerska lub ich seria.

### Becky Lynch vs. Trish Stratus
Na Night of Champions, Trish Stratus pokonała Becky Lynch dzięki interwencji Zoey Stark, która później została ujawniona jako protegowana Stratus. Kontynuowały feud, jako trzy kwalifikujące się zawodniczki do Money in the Bank ladder matchu, ale żadna nie wygrała, chociaż Stratus autentycznie złamała nos podczas walce dzięki Lynch. Następnie Stratus zaprzeczyła wyzwaniu Lynch, by z nią walczyć, twierdząc, że nie została dopuszczona medycznie. Zamiast tego Stark zmierzyła się z Lynch i pokonała ją 10 lipca na odcinku Raw. W następnym tygodniu, Stratus powiedziała, że przyjmie wyzwanie Lynch, jeśli Lynch pokona Stark w walce 24 lipca, ale jeśli Lynch zawiedzie, będzie musiała paść na kolana, podziękować Stratuso i wytatuować „Thank You, Trish” na swojej klatce piersiowej. Lynch wygrała, organizując rewanż w następnym odcinku, który szybko zakończył się zwycięstwem Lynch przez dyskwalifikację po interwencji Stark. Później, WWE official, Adam Pearce, zaplanował rewanż na odcinek 14 sierpnia, w którym Stark została wyrzucona z ringside’u, ale zakończyło się to podwójnym wyliczeniem i obaj walczyły na arenie, a Stark pomagała Stratus. Później Pearce ogłosił kolejny rewanż, tym razem jako Steel Cage match, który został zaplanowany na Payback.

### Seth „Freakin” Rollins vs. Shinsuke Nakamura
7 sierpnia na odcinku Raw, Seth „Freakin” Rollins przyjął ofertę Shinsuke Nakamury, by być w jego drużynie w sześcioosobowego tag team matchu tej nocy. Ich drużyna wygrała, ale podczas świętowania Nakamura zwrócił się przeciwko Rollinsowi, atakując go Kinshasą. W następnym tygodniu Rollins zakwestionował zamiary Nakamury, zastanawiając się, czy chce spróbować walki z Rollinsem o mistrzostwo świata wagi ciężkiej. Następnie powiedział, że zmierzy się z Nakamurą w dowolnym momencie z tytułem na szali. Następnie obaj uścisnęli sobie ręce, ale Nakamura udawał, że odchodzi i ponownie zaatakował Rollinsa Kinshasą. W następnym odcinku, zaplanowano walkę o mistrzostwo pomiędzy Rollinsem i Nakamurą na Payback.

### Rhea Ripley vs. Raquel Rodriguez
19 czerwca na odcinku Raw, Raquel Rodriguez pokłóciła się z mistrzynią świata kobiet Rheą Ripley, która zaatakowała Natalyę po ich walce. Również w tym czasie Rodriguez i Liv Morgan wygrały mistrzostwa kobiet Tag Team WWE. Ripley kontynuowała ataki na Natalyę po walce, co ostatecznie doprowadziło do bójki pomiędzy Ripley, Rodriguez i Morgan na odcinku z 17 lipca, w którym Ripley kontuzjowała lewe kolano Rodriguez. Ten atak następnie kosztował Rodriguez i Morgan Women’s Tag Team Championship w walce później tej nocy. Po tym, jak Morgan zaatakowała Ripley później tej nocy, walka bez tytułu na szali pomiędzy nimi została zaplanowana na odcinek w następnym tygodniu, jednak Ripley zaciekle zaatakowała Morgan, raniąc jej ramię, więc walka nigdy się nie odbyła. W następnym odcinku, Rodriguez wróciła i miała brawl z Ripley, tylko po to, by ponownie odnieść kontuzję. Później tej nocy WWE official, Adam Pearce, stwierdził, że Rodriguez nie została medycznie dopuszczona do rywalizacji, jednak powiedział, że kiedy zostanie dopuszczona, dostanie walkę z Ripley. 21 sierpnia, Rodriguez zaatakowała Ripley i ogłosiła, że została oczyszczona z medycznego punktu widzenia i że Pearce wyznaczył Ripley do obrony mistrzostwo świata kobiet przeciwko Rodriguez na gali Payback.

### Rey Mysterio vs. Austin Theory
28 lipca na odcinku SmackDown, Santos Escobar zmierzył się z kolegą ze stajni Latino World Order (LWO), Reyem Mysterio, w finale turnieju United States Championship Invitational, aby zdobyć walkę o tytuł z Austinem Theorym. Mysterio doznał kontuzji podczas walki, dlatego Escobar został zwycięzcą po przerwie sędziowskiej. Walka o mistrzostwo miał odbyć się na odcinku z 11 sierpnia, jednak Theory zaatakował Escobara przed walką, uniemożliwiając mu rywalizację. Następnie WWE official Adam Pearce pozwolił Mysterio zająć miejsce Escobara i zmierzyć się z Theorym o tytuł, który Mysterio zdobył. W następnym tygodniu, Theory zażądał od Mysterio oddania mistrzostwa, ponieważ nie powinno go być w walce, jednak Pearce zamiast tego zaplanował walkę o miano pretendenta, numer jeden którą wygrał Theory. Na odcinku z 25 sierpnia, rewanż zaplanowano na Payback.

### The Grayson Waller Effect z Codym Rhodsem
25 sierpnia podczas odcinka SmackDown ogłoszono, że na Payback Grayson Waller będzie miał specjalną edycję swojego talk show „The Grayson Waller Effect” z gościem specjalnym Codym Rhodsem.

### LA Knight vs. The Miz
Na SummerSlam, LA Knight ze SmackDown wygrał Slim Jim SummerSlam Battle Royal, podczas którego wyeliminował The Miza z Raw. Na następnym Raw, Miz nie zgodził się z ilością uwagi, jaką poświęcał Knight oraz brakiem szacunku, jaki okazywał mu Knight. To doprowadziło do konfrontacji między nimi. Po kilku tygodniach ciągłych prom i ingerencji w walki, w tym Miza, który kosztował Knighta szansę na mistrzostwo Stanów Zjednoczonych, Miz wyzwał Knighta na pojedynek, na który się zgodził, oraz walkę międzybrandową pomiędzy nimi zaplanowano na Payback.

### Kevin Owens i Sami Zayn vs. Damian Priest i Finn Bálor
Od połowy lipca, niekwestionowani mistrzowie WWE Tag Team Kevin Owens i Sami Zayn feudują z The Judgement Day (Damian Priest, „Dirty” Dominik Mysterio, Finn Bálor i Rhea Ripley) po tym, jak The Judgment Day pokonali Owensa i Zayna w six-man tag team matchu. Doprowadziło to do walki 17 lipca na Raw, gdzie Owens i Zayn skutecznie obronili mistrzostwa przeciwko Priestowi i Mysterio. W tym czasie Mysterio wygrał także mistrzostwo Ameryki Północnej NXT i skutecznie obronił mistrzostwo przeciwko Zaynowi po tym, jak jego uwaga została rozproszona przez Priesta i Ripley, którzy zaciekle zaatakowali Owensa, kontuzjując go. Rywalizacja Zayna z The Judgement Day trwała przez następny miesiąc, a 21 sierpnia na odcinku Owens powrócił. Później tej nocy Owens i Zayn pokonali The Judgement Day w sześcioosobowym tag team matchu. W następnym odcinku, na Payback zaplanowano walkę pomiędzy Owensem i Zaynem przeciwko Bálorowi i Priestowi o niekwestionowane mistrzostwo WWE Tag Team, a później Owens i Zayn ogłosili, że po rozmowie z WWE officialem Adamem Pearcem, walką będzie Pittsburgh Steel City Street Fight.

## Wyniki walk
| Nr                                 | Wyniki                                                                                                   | Stypulacje                                                                | Czas  |
| ---------------------------------- | --- | ------------------------------------------------------------------------- | ----- |
| 1                                  | Becky Lynch pokonała Trish Stratus poprzez pinfall                                                       | Steel Cage match                                                          | 20:00 |
| 2                                  | LA Knight pokonał The Miza poprzez pinfall                                                               | Singles match John Cena był sędzią specjalnym.                            | 15:45 |
| 3                                  | Rey Mysterio (c) pokonał Austina Theory’ego poprzez pinfall                                              | Singles match o WWE United States Championship                            | 9:45  |
| 4                                  | The Judgment Day (Damian Priest i Finn Bálor) pokonali Kevina Owensa i Samiego Zayna (c) poprzez pinfall | Pittsburgh Steel City Street Fight o Undisputed WWE Tag Team Championship | 20:45 |
| 5                                  | Rhea Ripley (c) pokonała Raquel Rodriguez poprzez pinfall                                                | Singles match o Women’s World Championship                                | 17:20 |
| 6                                  | Seth „Freakin” Rollins (c) pokonał Shinsuke Nakamurę poprzez pinfall                                     | Singles match o World Heavyweight Championship                            | 26:05 |
| (c) – mistrz/mistrzyni przed walką | |                                                                           |       |